# Amorphogynia
Amorphogynia là một chi bướm đêm thuộc họ Geometridae.

## Các loài
- Amorphogynia necessaria (Zeller, 1849)